# Lillian Leitzel

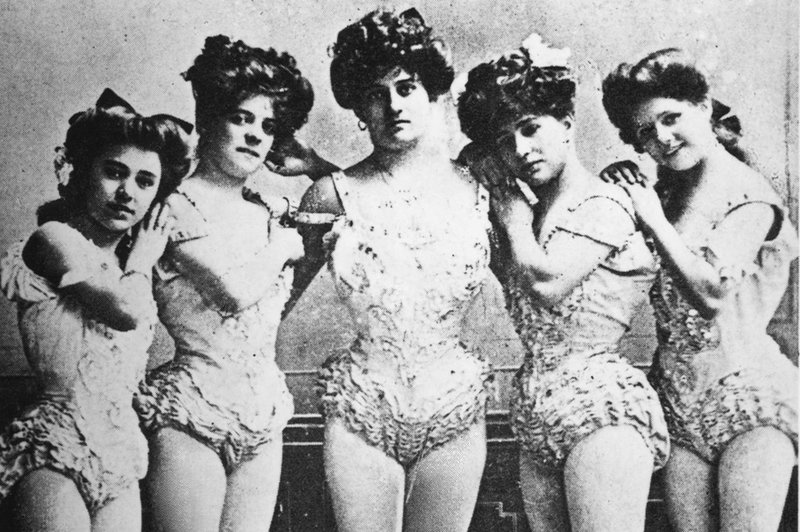
Lilian Leitzel mit 13 Jahren (ganz links) mit den Leamy Ladies 1905

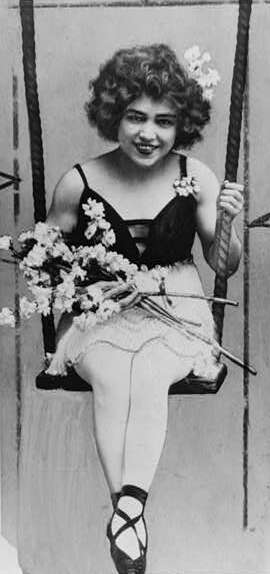
Lilian Leitzel 1931

Leopoldina Alitza Pelikan alias Lillian Leitzel (* 1892, Breslau; † 1931, Kopenhagen) war eine deutsche Luftakrobatin und spezialisiert auf Ringturnen.

## Frühe Jahre
Lillian Leitzel wuchs in einer Zirkusfamilie auf. Bereits ihre Mutter und Tanten waren europaweit bekannte Artistinnen.  Leitzel startete auch ihre eigene Karriere bereits in jungen Jahren und stieg in die Luftakrobatik-Truppe ihrer Mutter ein, den Leamy Ladies.

## Tournee und Leben
1915 wurde die 23-jährige Leitzel vom amerikanischen Großzirkus Ringling Bros. and Barnum & Bailey Circus engagiert, wo sie bis zu ihrem Tod angestellt blieb.
Die Artistin zog ihr Publikum in den Bann durch eine Mischung aus Glamour und Stärke. Viele ihrer Nummern erforderten einen erheblichen Kraftaufwand, welchen Leitzel aber immer wieder durch Posen kontrastierte, die eher an klassisches Ballett erinnerten. Diese Kombination aus schierer Stärke, beeindruckenden Fähigkeiten in luftiger Höhe sowie Tutus und Spitzenschuhen hat das Publikum laut Berichten verzaubert und in Hypnose versetzt. Gerade diese Kombination vermeintlicher Gegensätze führte dazu, dass weiblich gelesene Körper im Zirkus und Varieté zu Beginn des 20. Jahrhunderts eine große gesellschaftliche Aufmerksamkeit erfuhren.
Bei einem Auftritt in Kopenhagen stürzte Leitzel aufgrund eines technischen Defekts aus über 10 Meter in die Tiefe. Die dabei zugezogenen Verletzungen überlebte sie nicht und starb einige Tage später.
Lilian Leitzel galt als berühmteste Vertreterin der Luftakrobatinnen der ersten Hälfte des 20. Jahrhunderts. Das Interesse an der Artistin war riesig, ähnlich jenem an Hollywoodstars.  Sie wurde oft auch als Queen of the Air oder Queen of the Circus bezeichnet.